# Svazek obcí Cecemínsko

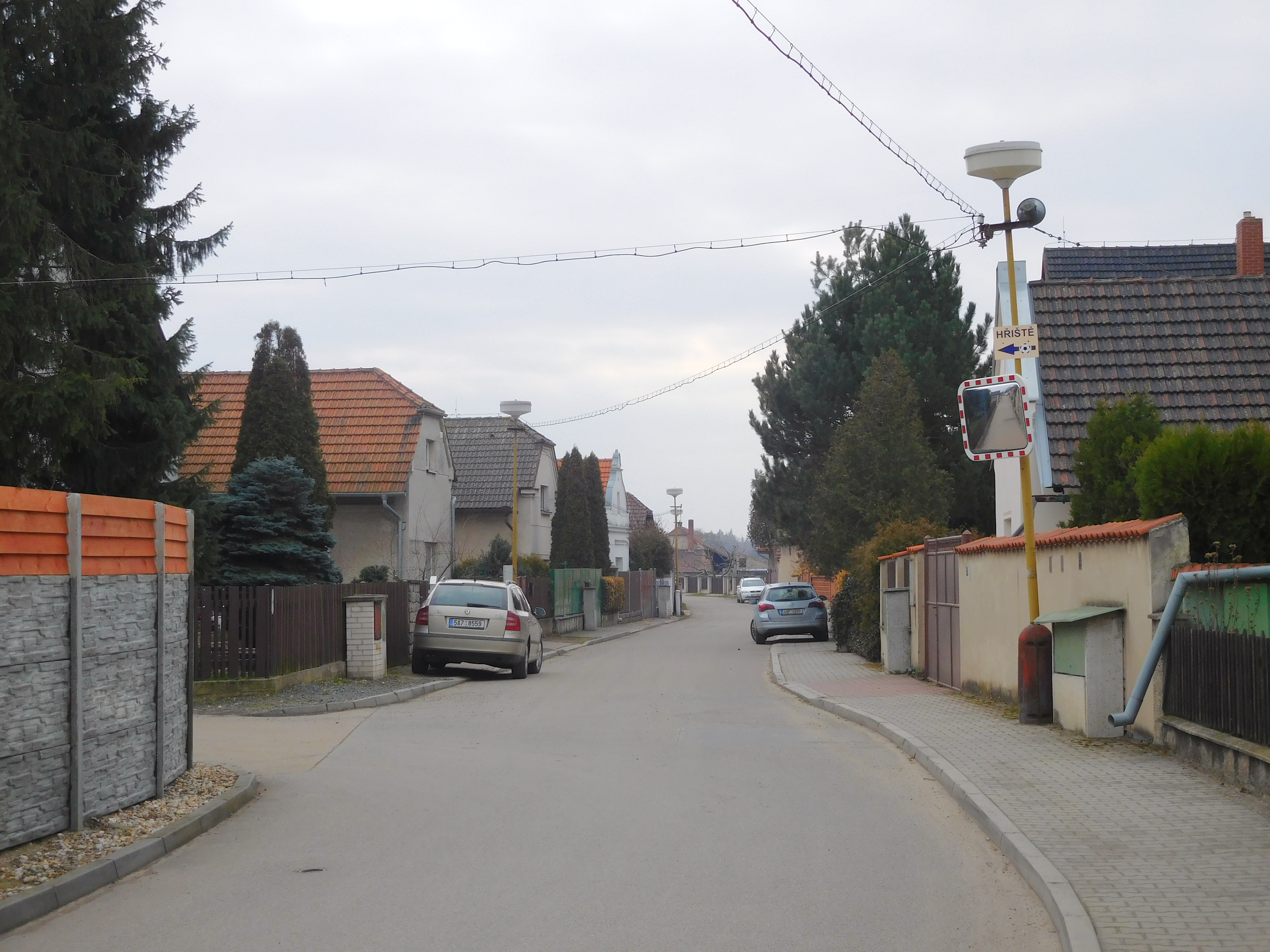
Ulice v Ovčárech.

Svazek obcí Cecemínsko je dobrovolný svazek obcí podle zákona v okresu Mělník a okresu Praha-východ, jeho sídlem je Dřísy a jeho cílem je rozvoj mikroregionu. Sdružuje celkem 7 obcí.

## Obce sdružené v mikroregionu
- Dřísy
- Nedomice
- Ovčáry
- Sudovo Hlavno
- Konětopy
- Hlavenec
- Lhota